# Frankenia laevis
El bruc de mar (Frankenia laevis) és una espècie de planta perenne

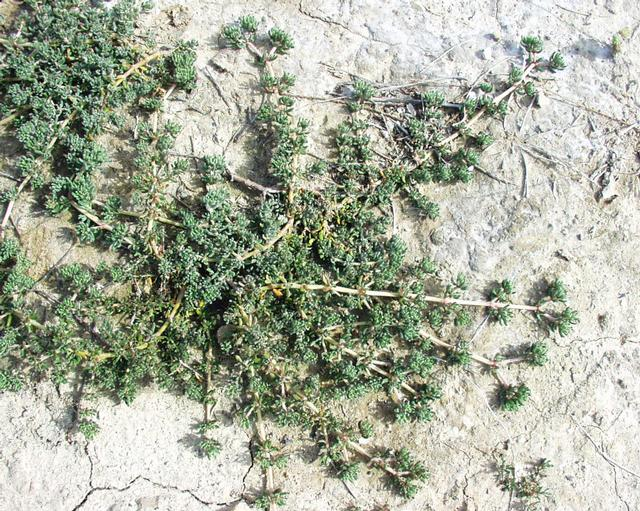
Vista de la planta

## Descripció
Planta perenne halòfila amb branques de fins a 40 cm, esteses i que formen mates. Les seves fulles són lineals amb els marges enrrotllats, oposades, de vegades amb una escorça blanca. Les flors són de color morat a blanquinoses, solitàries o en inflorescències. El seu calze és tubular amb 4-5 pètals obovats de 4 a 6 mm. Floreix des de finals de primavera i durant l'estiu.
En una recerca científica realitzada per l'IRTA l'any 2015 a Torre Marimon (Caldes de Montbui) es va comprovar que Frankenia laevis era una de les espècies més adequades per plantar en cobertes verdes d'edificis, tenint en compte les seves escasses necessitats d'aigua.

## Hàbitat
En codolars i sorres marítimes i llocs salins secs.

## Distribució
A Portugal, Espanya, França, Regne Unit i Itàlia.

## Taxonomia
Frankenia laevis va ser descrita per Linnaeus i publicat a Species Plantarum 331. 1753.

## Sinònims
- Frankenia hirsuta subsp. laevis (L.) P.Fourn.
- Frankenia laevis var. marcosii O.Bolòs & Vigo
- Frankenia leonardorum Alain[2]